# Rapto de Fano

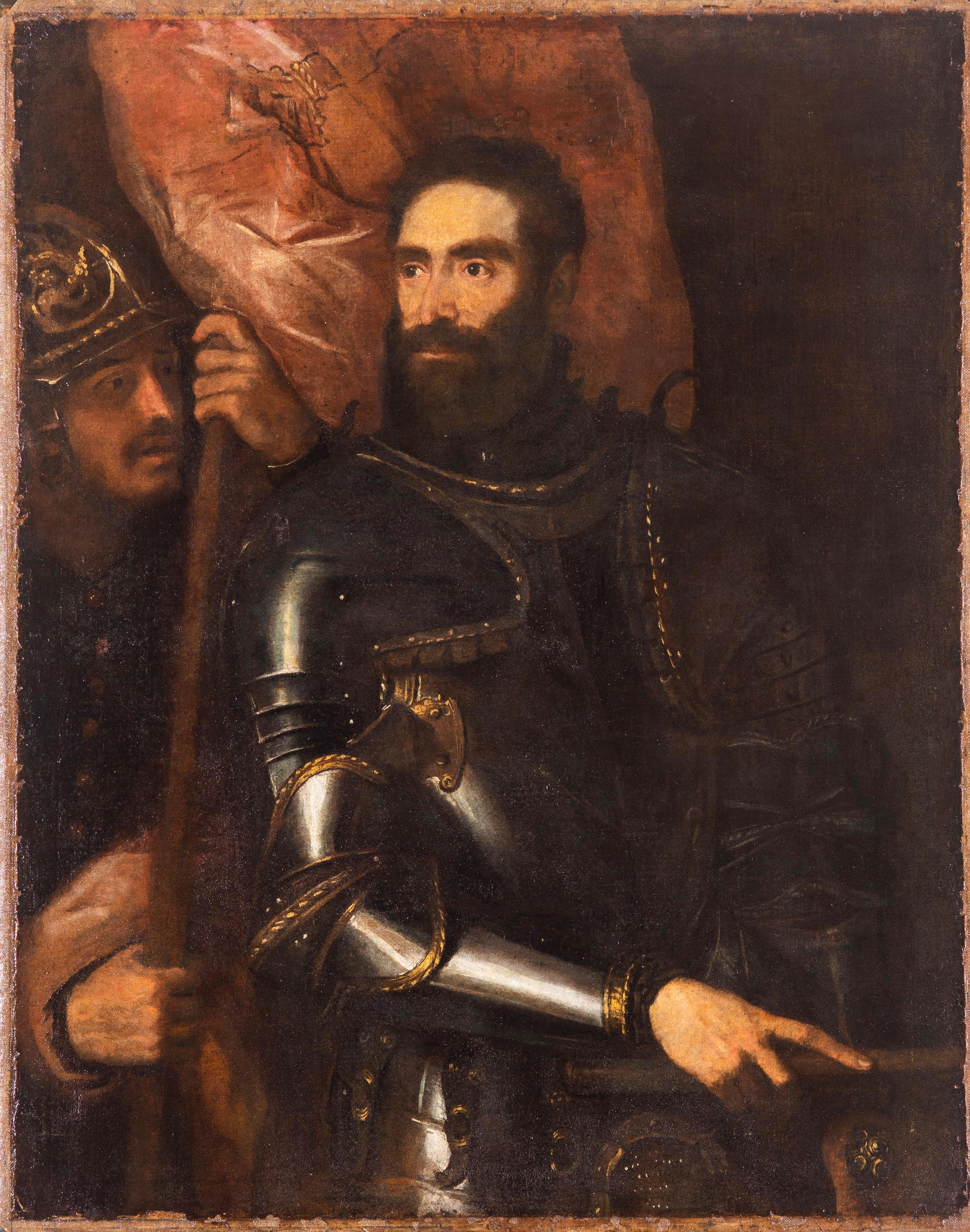
Pedro Luis Farnesio en un retrato deTiziano (1546). Museo Nacional de Capodimonte, Nápoles.

El rapto de Fano (también ultraje de Fano) es un presunto escándalo que habría tenido lugar el 26 o 27 de mayo de 1537 en esa ciudad de los Estados Pontificios, implicando al señor de la guerra Pedro Luis Farnesio que habría violado brutalmente al obispo de la ciudad, Cosimo Gheri, durante una inspección de las fortalezas de las Marcas. Su veracidad histórica es asunto de debate. El acontecimiento está registrado por el historiador Benedetto Varchi en el 16.º libro de su Storia fiorentina (publicado por primera vez en 1721). No obstante, una carta de Pietro Bembo, datada el 5 de enero de 1538, parece confirmar el relato de Varchi.

## Historia

### Incidente
La oficina de Confaloniero de la Iglesia estaba vacante, y el papa Paulo III de la Casa de Farnesio fue convencido de que su hijo Pedro Luis, un capitán experto y fiel a él, podría ser el más adecuado para ocuparlo. En el consistorio del 31 de enero de 1537 el pontífice perfeccionó el nombramiento y al día siguiente, en la basílica de San Pedro, confió a Pedro Luis la espada y el estandarte de Capitán de la Iglesia. Farnesio comenzó inmediatamente un viaje a través de los territorios de los Estados Pontificios, doblegando fácilmente toda resistencia y llegando triunfalmente a Piacenza (Emilia-Romaña). Fue durante este viaje que el escándalo alegado tuvo lugar. El relato completo de Varchi:

"En ese mismo año tuvo lugar un caso, del que no recuerdo haber oído ni leído uno más execrable [...] Messer Cosimo Gheri de Pistoia, obispo de Fano, tenía veinticuatro años [...] cuando el Señor Pedro Luis de Farnesio (borracho de su propio éxito y seguro de la indulgencia de su padre para no ser castigado ni regañado, fue a las tierras de la Iglesia violando, ya sea por amor o por fuerza, cuántos jóvenes vio y le gustaron) se fue de la ciudad de Ancona para ir a Fano, donde un fraile era gobernador [...] habiendo oído la llegada de Pedro Luis y deseando encontrarse con él, le preguntó al obispo si quería ir a honrar al hijo del Pontífice y Confaloniero de la Santa Iglesia; lo cual hizo, aunque no de muy buena gana. Lo primero que le preguntó Pedro Luis al obispo fue (pero con sus propias y obscenas palabras según su costumbre) "cómo se disfrutaba y se divertía con esas hermosas mujeres de Fano". El obispo, no menos astuto que bueno, reconociendo la pregunta (y quien la hacía) por lo que era, respondió con modestia aunque algo indignado que "esto no era asunto suyo" y para deshacerse de este razonamiento añadió: "Vuestra Excelencia haría un gran bien a esta ciudad suya, que está dividida en facciones, si la reuniera y pacificara por medio de su prudencia y autoridad".

Pedro Luis, al día siguiente, habiendo dado orden de lo que pretendía hacer, envió (como si quisiera reconciliar a la gente de Fano) llamar primero al gobernador y luego al obispo. El gobernador, en cuanto vio llegar al obispo, salió de la habitación, y Pedro Luis empezó, tanteando y empujando al obispo, a querer hacer los actos más deshonestos que se pueden hacer con las mujeres, y porque el obispo, quien era de complexión pequeña y débil, se defendió vigorosamente no solo de él (quien, estando lleno de sífilis, casi no podía levantarse) sino también de sus cómplices, que trataban de mantenerlo quieto, lo ataron [...] No solo le pusieron los puñales desnudos en la garganta amenazándolo continuamente, si se movía, de matarlo, sino que también lo golpearon con las puntas y con los pomos para que las señales se quedaran allí."

Benedetto Varchi, Storia fiorentina, libro 16.

 
Cosimo Gheri, malherido y conmocionado, no logró recuperarse y falleció a las pocas semanas, el 24 de septiembre.

### Reacción
Los contemporáneos han dejado muchas historias sobre el desenfreno sexual y tendencias homosexuales de Pedro Luis, pero el llamado rapto de Fano tuvo un eco internacional, siendo también instrumentalizado, debido a su conexión con la familia del Papa, en controversias religiosas entre católicos y protestantes. La sexualidad de Pedro Luis fue motivo de frecuentes sátiras ("pasquinate") y el poeta Niccolò Franco de Benevento (1515 – 1570) inventó el verbo "pierluigiare", significando "sodomizar a la fuerza". Cuando Farnesio fue asesinado en 1547, un epigrama satírico entre muchos otros imagina su descenso al infierno:

"Vis dicam? Ex italis stygias ut venit ad horas,/ incoepit natibus Plutón timeris suis.

(¿Quieres que te lo diga? Cuando de las costas italianas llegó a las del inframundo,/Plutón empezó a temer por sus nalgas.)"

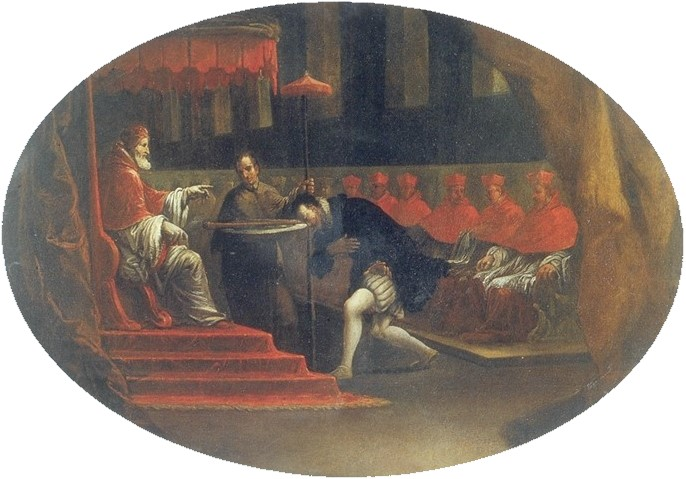
El papa Paulo III nombra a Pedro Luis Farnesio duque de Parma y Piacenza. Ilario Spolverini, década de 1720.